# Zyck Nowy
Zyck Nowy (do 2011 Nowy Życk; dawn. Zyck Niemiecki, niem. Deutsch-Zyck) – wieś w Polsce, położona w województwie mazowieckim, w powiecie płockim, w gminie Słubice.
W skład sołectwa Zyck Nowy-Leonów wchodzą wsie Nowy Życk i Leonów.
Do 1945 wieś zamieszkana była przez niemieckojęzycznych mennonitów. W latach 1975–1998 miejscowość administracyjnie należała do województwa płockiego.
Podczas powodzi 23 maja 2010 doszło do przerwania wału przeciwpowodziowego na Wiśle w Świniarach. Cała miejscowość została zalana i ewakuowana.
Dawniej wieś posiadała nazwę Życk Niemiecki.
1 stycznia 2011 r. zmieniono urzędowo nazwę miejscowości z Nowy Życk na Zyck Nowy.